# Back to the Woods (film 1919)
Back to the Woods è un cortometraggio muto del 1919 diretto da Hal Roach. Il film, di genere comico, fu interpretato da Harold Lloyd, Snub Pollard, Bebe Daniels.

## Trama
Harold e Snub sono autoproclamati cacciatori di selvaggina grossa che si fermano in un remoto avamposto. Assumono due guide indigene per condurli nel bosco, ma le guide corrono terrorizzate quando vedono un orso piuttosto addomesticato in lontananza. Harold è seccato di non riuscire a trovare nessun orso da cacciare, ignaro che due timidi orsi lo stanno seguendo da vicino. Nel frattempo Snub incontra un gatto selvatico altrettanto docile che mangia il suo pranzo al sacco. Snub scappa via. Tornato all'avamposto, Harold salva Jeanne due volte, una dalle grinfie di un corteggiatore indesiderato e una da uno degli orsi. Jeanne, grata e armata di pistola, dice ad Harold che vuole che lui sia il suo "tesoro".